# Lupo Quiñónez
Lupo Cenen Quiñónez (* Muisne, Provincia de Esmeraldas, Ecuador, 12 de febrero de 1957) es un exfutbolista ecuatoriano que jugaba de delantero.

## Trayectoria
Su carrera como futbolista empezó en 1975 cuando consiguió trabajo en Palmar, en la península de Santa Elena. Ahí jugaba fútbol en playa, y uno de esos días lo vio Richard Zeller, un socio de Emelec, que le propuso probarse en el equipo. En seguida lo presentó ante un administrador del estadio Capwell. Pasó la prueba con éxito y ahí se quedó hasta 1982, saliendo campeón en 1979. Lupo no era un dotado de técnica ni exquisito con el balón, él se caracterizaba por su potencia física, oportunismo y el temple que tenía dentro del área. Por eso el apodo de él, Tanque de Muisne.
Cuando salió de Emelec debido a una huelga de jugadores a mitad de año, estuvo inactivo por un período de siete meses, hasta que en 1983 el Sevilla lo pidió a prueba pero regresó de inmediato al Manta SC. Al año siguiente fichó por el Barcelona de Guayaquil. Ahí salió campeón en 1985 y 1987 y jugó varias Copas Libertadores. Es el máximo anotador en los Clásicos del Astillero, la mayoría de sus goles en estos partidos los anotó en Emelec. 
En 1989 el Deportivo Quito lo tuvo una temporada y en 1990 se retiró jugando para el Filanbanco. Actualmente vive en Estados Unidos.
Anotó 115 goles en el fútbol ecuatoriano.

## Selección nacional
Ha sido internacional con la Selección de fútbol de Ecuador en 27 ocasiones.

### Participaciones internacionales
- Copa América 1983, Copa América 1987
- Eliminatorias al Mundial España 1982 y México 1986.

### Participaciones en Copa América
| Edición           | Sede          | Resultado    | Partidos | Goles |
| ----------------- | ------------- | ------------ | -------- | ----- |
| Copa América 1983 | Sin sede fija | Primera fase | 4        | 1     |
| Copa América 1987 | Argentina     | Primera fase | 2        | 0     |

## Clubes
| Club            | País    | Año       |
| --------------- | ------- | --------- |
| Emelec          | Ecuador | 1975-1982 |
| Manta SC        | Ecuador | 1983      |
| Barcelona       | Ecuador | 1984-1988 |
| Deportivo Quito | Ecuador | 1989      |
| Filanbanco      | Ecuador | 1990      |

## Palmarés

### Campeonatos nacionales
| Título                 | Club      | País    | Año  |
| ---------------------- | --------- | ------- | ---- |
| Campeonato Ecuatoriano | Emelec    | Ecuador | 1979 |
| Campeonato Ecuatoriano | Barcelona | Ecuador | 1985 |
| Campeonato Ecuatoriano | Barcelona | Ecuador | 1987 |